# Clathria affinis
Clathria affinis är en svampdjursart som först beskrevs av Carter 1880.  Clathria affinis ingår i släktet Clathria och familjen Microcionidae. Inga underarter finns listade i Catalogue of Life.